# Lugalbanda i l'ocell Anzu

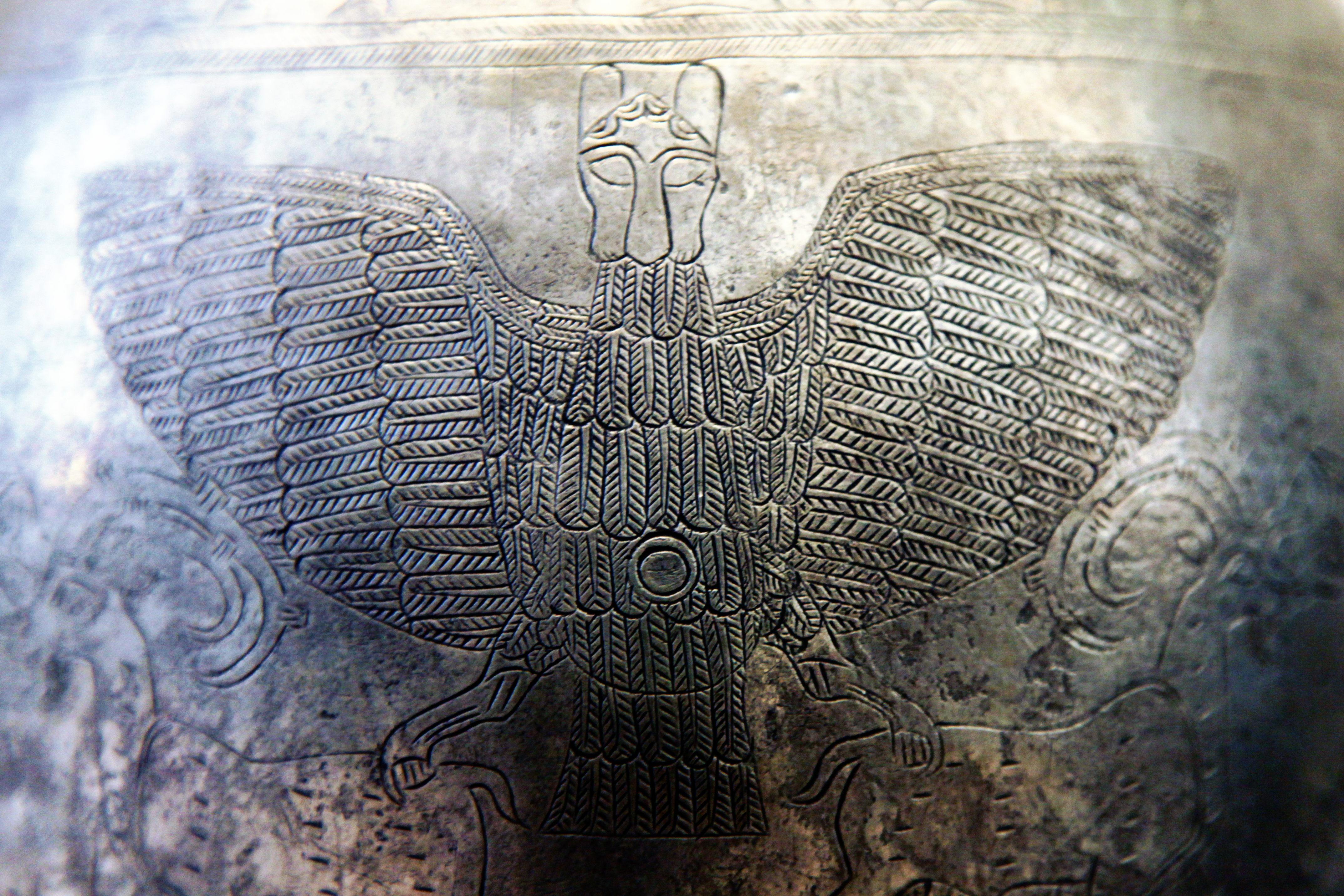
Vas dedicat a Ningirsu que mostra un ocell llegendari

Lugalbanda i l'ocell Anzu és un relat mitològic sumeri.
L'obra de vegades s'anomena El retorn de Lugalbanda i és la segona part d'una de les històries sobre l'heroi Lugalbanda. La primera història es coneix com Lugalbanda a la cova de la muntanya, o de vegades Lugalbanda al Desert. Formen part d'un cicle de quatre obres que descrivien els conflictes entre Enmerkar, rei d'Unug (Uruk), i un innominat rei d'Aratta. Es creu que els textos es van escriure durant el període de la Tercera dinastia d'Ur al segle xxi aC, però gairebé totes les tauletes d'argila que s'han trobat amb aquesta narració provenen del període en què Larsa havia conquerit Ur (segles XX-XVIII aC). Algunes tauletes bilingües fragmentàries en sumeri i en accadi, trobades a Nínive suggereixen que els textos encara eren coneguts durant el primer mil·lenni aC.

## La narració
Aquesta història comença explicant que Lugalbanda es troba sol a les terres altes dels Lullubi, a les muntanyes de Zagros, una vegada curat de la malaltia que el va tenir postrat en una cova. Mentre caminava per les muntanyes va trobar un niu amb el pollet de l'ocell gegant Anzu, una criatura fantàstica que apareix en altres narracions sumèries, de vegades amb un caràcter bo i d'altres molt dolent. Aquest ocell es descriu com una àguila amb cap de lleó, o també amb un cos que és meitat home i meitat ocell, i se'l relaciona amb els trons i les tempestes. Lugalbanda decideix alimentar el pollet. Quan l'ocell Anzu torna, primer s'espanta perquè el pollet no respon quan el crida, però un cop s'assabenta del que ha passat, està molt satisfet amb Lugalbanda i en agraïment li concedeix el poder de viatjar a una velocitat increïble.
Amb les seves noves habilitats, Lugalbanda va arribar fins on eren els seus companys que assetjaven la ciutat d'Aratta. Però Enmerkar, el rei, que té la ciutat assetjada no aconsegueix conquerir-la. Després d'un any sense sortir-se'n, decideix demanar consell a la deessa Inanna, i vol tornar a Uruk perquè l'ajudi una vegada més, igual com l'havia ajudat a construir una muralla contra els invasors Martu l'any cinquanta del seu regnat.
Finalment, Lugalbanda es presenta voluntari per fer el viatge. És capaç de recórrer la increïble distància fins a la ciutat, travessant set serralades en un dia. Inanna li explica una paràbola indicant les coses que ha de fer Enmerkar per obtenir el domini d'Aratta i dels seus recursos.